# Hercus coracinus
Hercus coracinus är en stekelart som beskrevs av Gupta 1984. Hercus coracinus ingår i släktet Hercus och familjen brokparasitsteklar. Inga underarter finns listade i Catalogue of Life.